# لیندسی اگنیو
لیندسی اگنیو (انگلیسی: Lindsay Agnew؛ زادهٔ ۳۱ مارس ۱۹۹۵) بازیکن فوتبال اهل کانادا است.
از باشگاه‌هایی که در آن بازی کرده‌است می‌توان به واشینگتن اسپیریت و هیوستون دش اشاره کرد.
وی همچنین در تیم‌های ملی فوتبال Canada women's national under-17 soccer team, Canada women's national under-20 soccer team، و زنان کانادا بازی کرده‌است.